# Horizons (partito politico)
Horizons (Orizzonti, HOR) è un partito politico francese di centro-destra fondato nell'ottobre del 2021 dal sindaco di Le Havre ed ex primo ministro Édouard Philippe. 
È parte della maggioranza presidenziale di Emmanuel Macron.